# Modern Thrills
Modern Thrills - дебютный студийный альбом российской группы Tesla Boy, выпущенный 31 мая 2010 года на лейбле Mullet Records.

## Отзывы
| Оценки критиков      | Оценки критиков |
| Источник             | Оценка          |
| -------------------- | --------------- |
| The Line of Best Fit | (Рекомендовано) |
| Bearded              | (Смешано)       |

Пластинка получила преимущественно положительные отзывы.

## Список композиций
Слова и музыка всех песен — Антон Севидов и Дмитрий Мидборн.
| №   | Название                                              | Длительность |
| --- | ----------------------------------------------------- | ------------ |
| 1.  | «Electric Lady»                                       | 5:21         |
| 2.  | «Synthetic Prince»                                    | 4:30         |
| 3.  | «Rebecca»                                             | 4:14         |
| 4.  | «Synchronizing»                                       | 5:57         |
| 5.  | «Minsk-2»                                             | 5:31         |
| 6.  | «Dark Street»                                         | 6:23         |
| 7.  | «Liberating Soul»                                     | 6:03         |
| 8.  | «Fire»                                                | 4:56         |
| 9.  | «Make Believe Ballroom (Инструментальная композиция)» | 2:18         |
| 10. | «Thinking of You»                                     | 7:01         |
| 11. | «Speed of Light»                                      | 4:30         |

## Участники записи
Tesla Boy
- Антон Севидов — вокал, клавишные, программирование
- Дмитрий Мидборн - бас-гитара, автор музыки
- Борис Лифшиц - ударные